# Heinrich Lauenstein

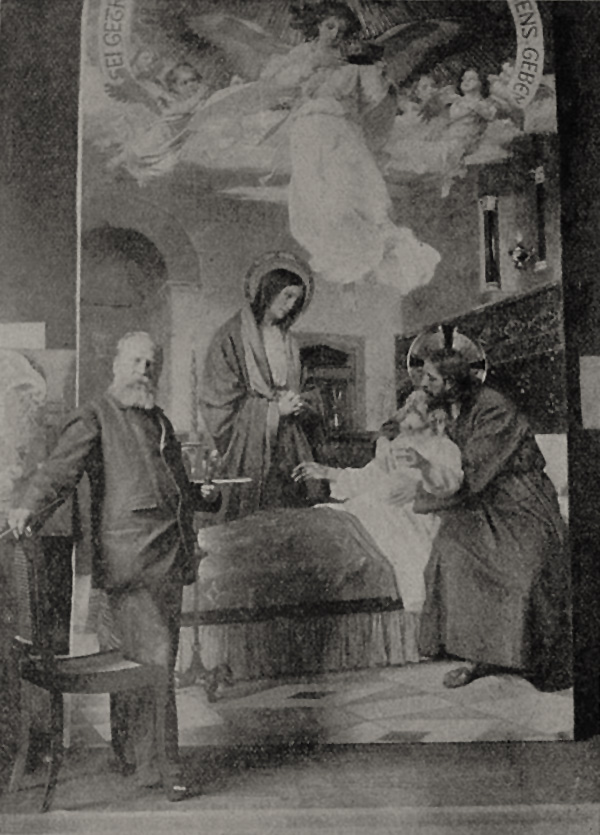
Heinrich Lauenstein vor seinem Gemälde „Sei getreu bis in den Tod“

Heinrich Lauenstein (* 26. September 1835 in Hüddessum bei Hildesheim; † 16. Mai 1910 in Düsseldorf) war ein deutscher Maler der Düsseldorfer Schule und Professor für religiöse Historienmalerei an der Kunstakademie Düsseldorf.

## Leben

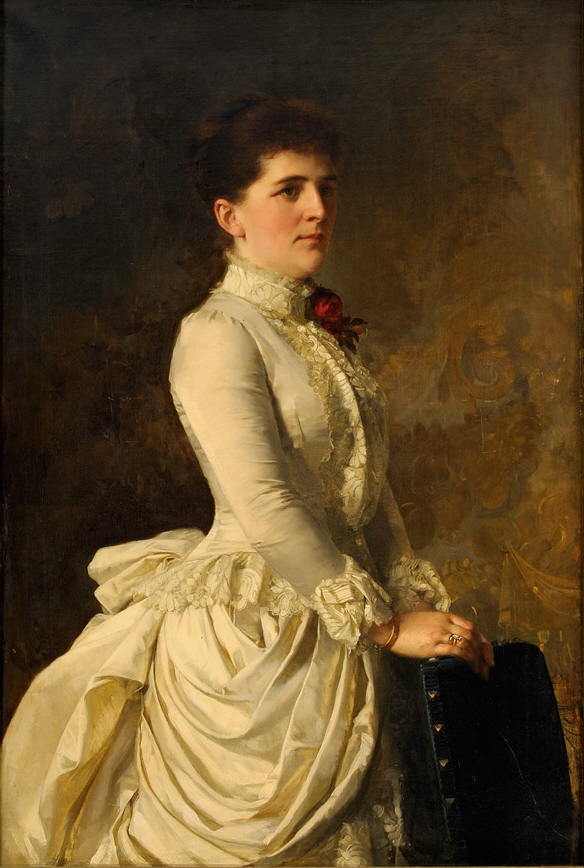
Porträt der Marie Vorster, 1885

Heinrich Ferdinand Lauenstein, unehelicher Sohn der Johanne Lauenstein, wuchs im Haus der Hogesmühle, deren Eigentümer der Hüddessumer Müller Lauenstein war. Nach Abschluss der dörflichen Elementarschule ging Lauenstein nach Hildesheim in die Lehre als Dekorationsmaler, bevor er – unterstützt durch ein Stipendium König Georgs V. von Hannover – 1859 an die Kunstakademie Düsseldorf kam. Zunächst studierte er dort bei Heinrich Mücke, Andreas und Karl Müller, Karl Ferdinand Sohn und Rudolf Wiegmann. Im Juni 1863 trat er in die Klasse der ausübenden Historien- und Genremalerei ein, wo er Schüler von Eduard Bendemann und ab Herbst 1867 von Ernst Deger wurde. Noch während seiner Ausbildung wurde Lauenstein im Herbst 1864 Hilfslehrer in der Elementarklasse, die er ab 1881 leitete. Zu seinen zahlreichen Schülern gehörten später bekannte Maler wie Heinrich Nauen und Max Clarenbach. Seit 1897 bis zu seinem Tod war Lauenstein als Professor für religiöse Historienmalerei an der Düsseldorfer Kunstakademie tätig. Im Jahr 1893 verstarb seine zwanzig Jahre jüngere Ehefrau Emilie, geborene Peters, welche Lauenstein 1874 geheiratet hatte. Das Paar hatte mehrere Kinder. Ehemann der zweiten Tochter Ottilie (* 1877) war der Versicherungsmanager Johannes Nordhoff, Vater des späteren Vorstandsvorsitzenden der Volkswagen AG Heinrich Nordhoff.
Seit 1873/74 war Heinrich Lauenstein Mitglied im Künstlerverein Malkasten und auch im Verein zur Verbreitung religiöser Bilder.

## Künstlerische Tätigkeit

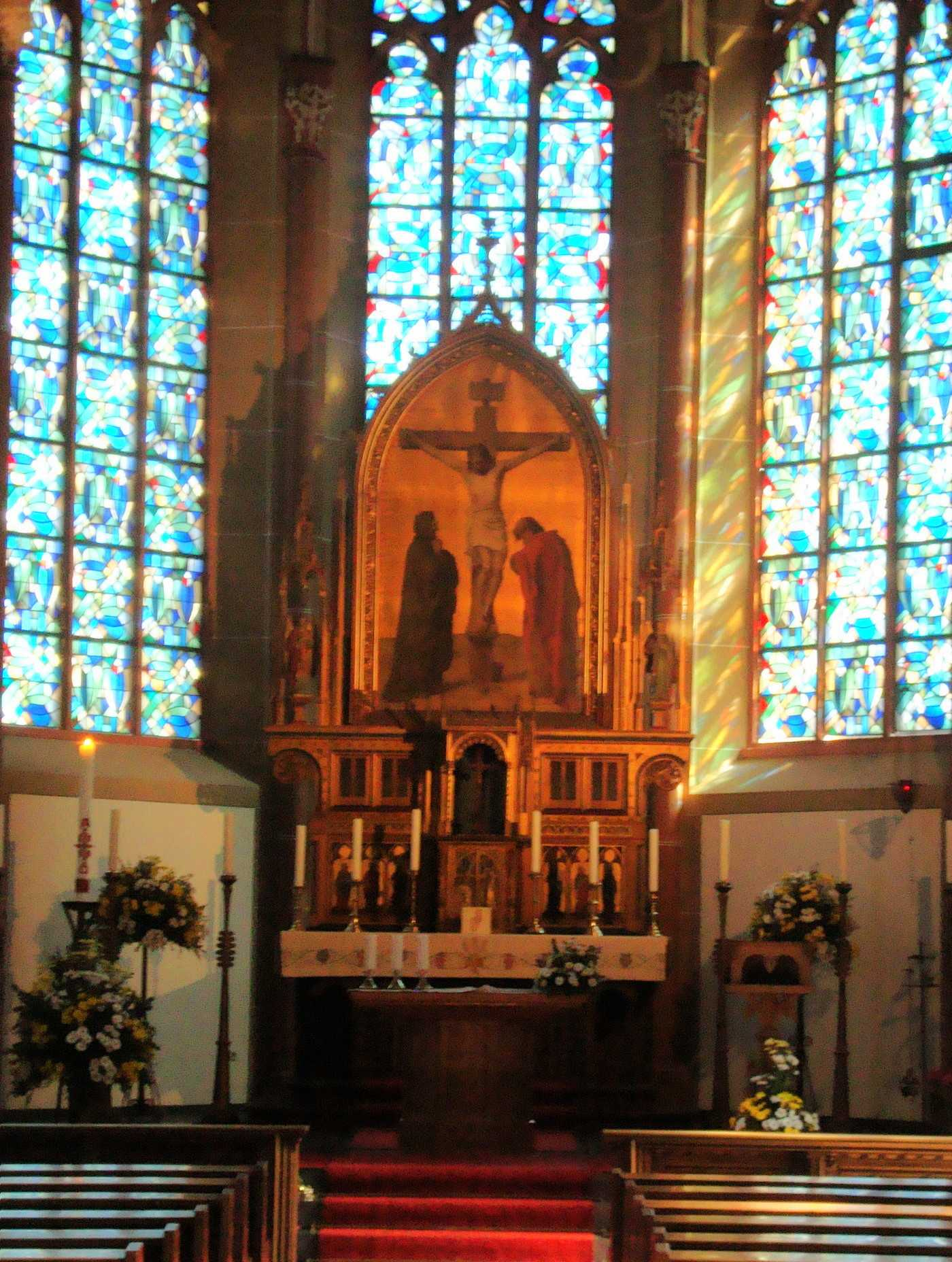
1873, Düsseldorf-Heerdt, St. Benediktus „Maria und Johannes unter dem Kreuz“

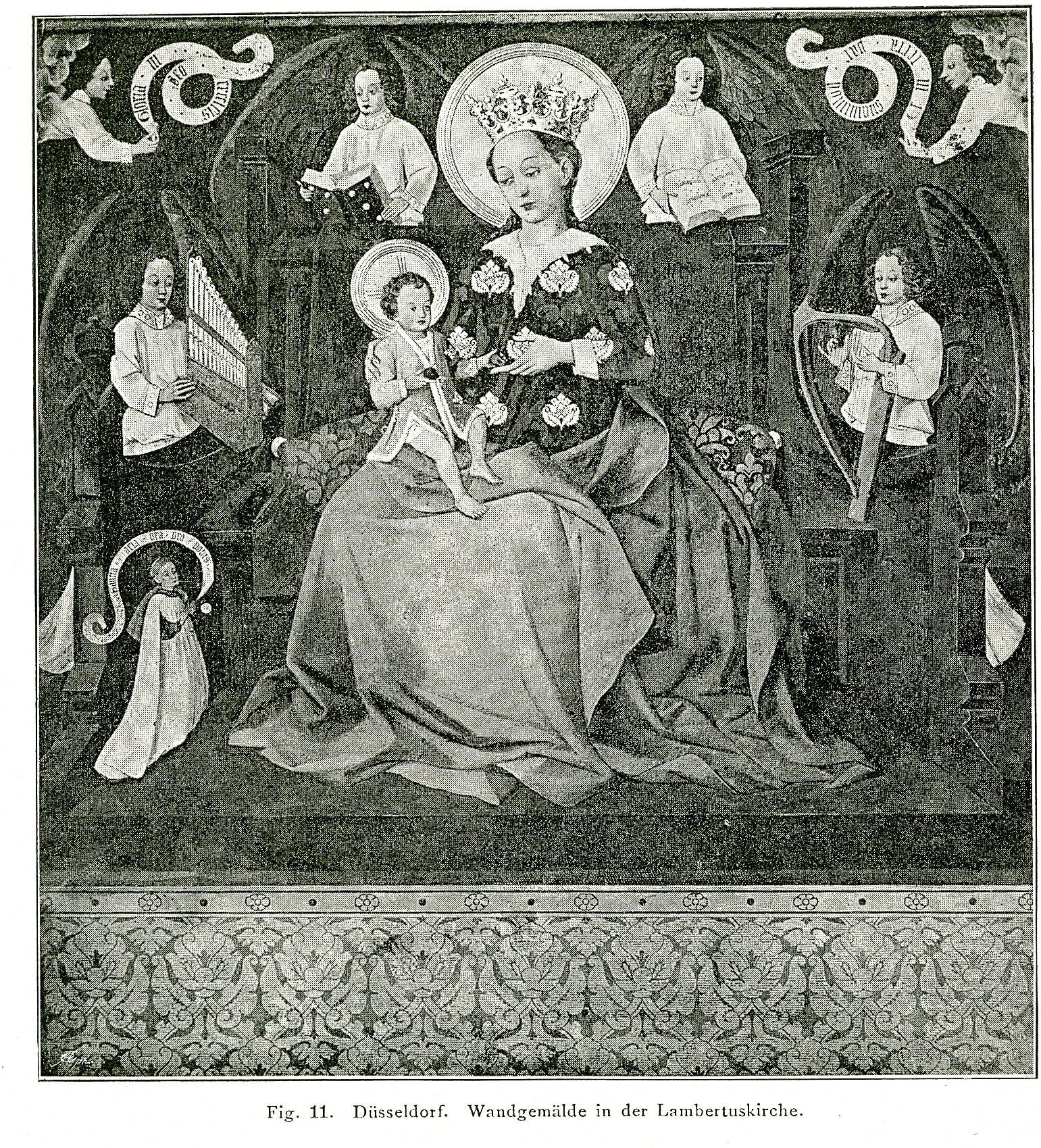
Wandgemälde in St. Lambertus nach der Restaurierung.

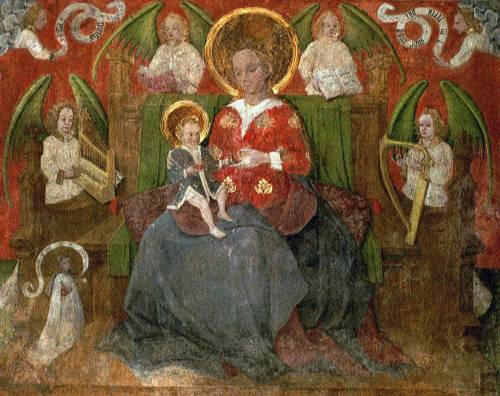
Wandgemälde heute

Lauenstein war entscheidend von den Düsseldorfer Nazarenern geprägt. Unter dem Einfluss seines Lehrers Ernst Deger setzte er die religiöse Historienmalerei, die sich allerdings in den 1860er Jahren bereits überlebt hatte, in der nächsten Generation fort. Er assistierte dem Düsseldorfer Nazarener Andreas Müller bei den Wandmalereien für das 1867 eröffnete Kunstmuseum im Schloss Sigmaringen, dem Stammsitz der Fürsten von Hohenzollern-Sigmaringen. Dabei wurden in der oberen Wandzone 26 Porträts von Malern und Bildhauern des Mittelalters angebracht. Außerdem fertigte Lauenstein mehrere Altarbilder vor allem für Kirchen in Düsseldorf und im Rheinland. Seine streng komponierten biblischen Motive, teilweise mit neugotisch inspiriertem Goldgrund, stehen in der von Deger übermittelten nazarenischen Tradition der Schadow-Schule. Populär wurde Lauenstein durch idyllische, genrehaft aufgefasste religiöse Szenen, die den Einfluss Bendemanns erkennen lassen. Bilder, die er im Auftrag des deutschamerikanischen Geschäftsmanns John D. Lankenau (1817–1901) aus Philadelphia malte, werden zu seinen bedeutendsten Schöpfungen gezählt.
Neben den sakralen Werken sind von Lauenstein Porträts und Kinderbildnisse bekannt.

## Werke (Auswahl)
- Beteiligung an den Wandmalereien im Kunstmuseum von Schloss Sigmaringen, 1860er Jahre
- „Bildnis der Mathilde von Beckerath“, um 1889, Stadtmuseum Düsseldorf
- „Christus mit Maria und Johannes unter dem Kreuz“, 1879, am Hochaltar St. Benediktus, Düsseldorf-Heerdt
- „Kreuzigung“, 1908, Düsseldorf, im Seitenschiff St. Andreas, Düsseldorf-Altstadt
- Restaurierung des Wandgemäldes „Maria mit Christuskind“ in St. Lambertus, Düsseldorf-Altstadt

Illustrationen (Auswahl)
- In: Gustav Wendt: Balladenkranz: aus deutschen Dichtern gesammelt. Grote, Berlin 1866, urn:nbn:de:hbz:061:2-1665 – Digitalisierte Ausgabe der Universitäts- und Landesbibliothek Düsseldorf.

## Schüler (Auswahl)
| - Georg Burmester (1864–1936) - Max Clarenbach (1880–1952) - Heinrich Hermanns (1862–1942) - Meinrad Iten (1867–1932) - Heinrich Nauen (1880–1940) - Heinrich Nüttgens (1866–1951) - Fritz Reiss (1857–1915) | - August Schlüter (1858–1928) - Wilhelm Schreuer (1866–1933) - Friedrich Schwinge (1852–1913) - Karl Sondermann (1862–1926) - Walther Tecklenborg (1876–1965) - Josef Wahl (1875–1951) - Fritz von Wille (1860–1941) |